# لوتار زيبر

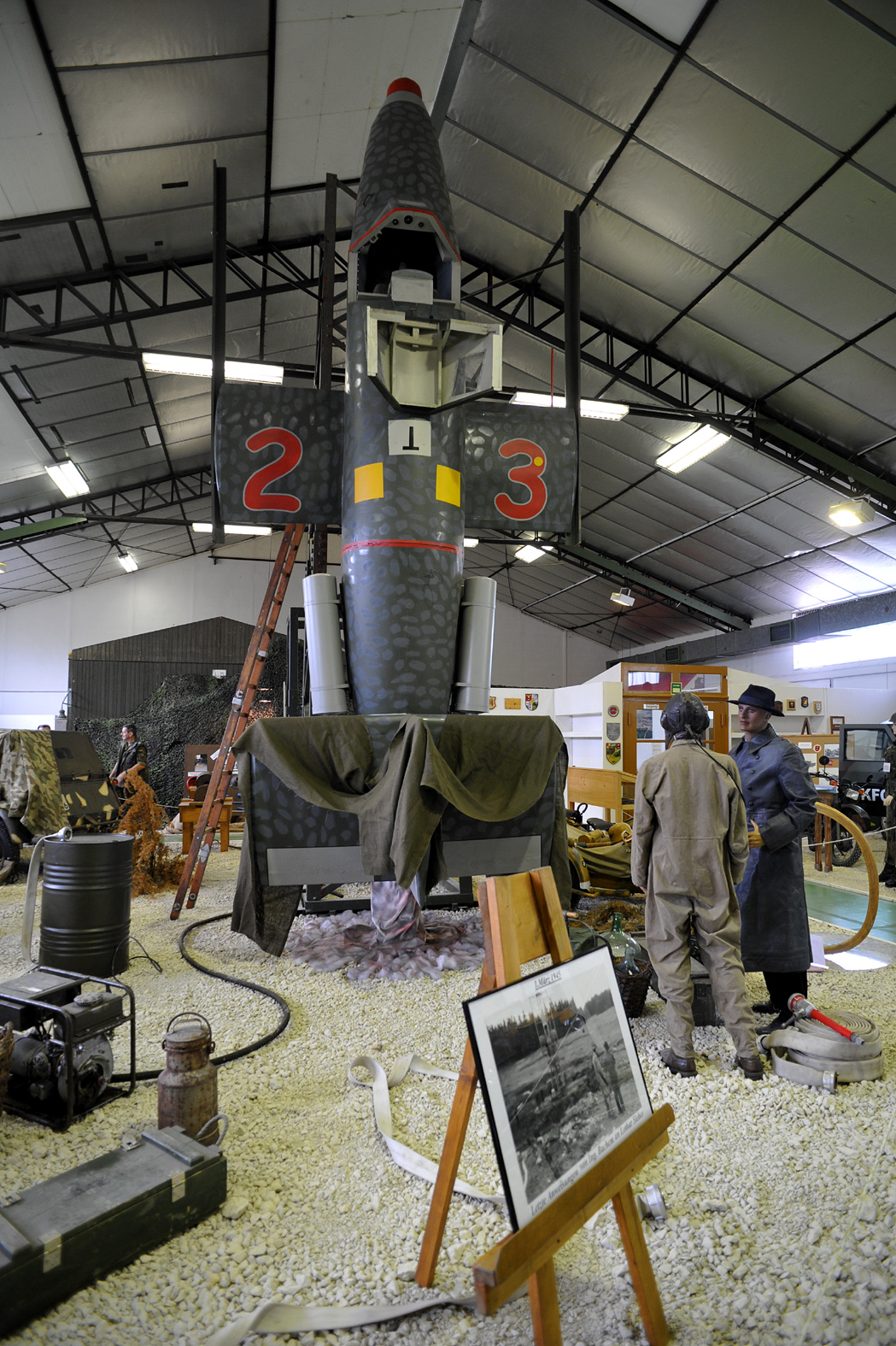

لوثار شيبر (بالألمانية: Lothar Sieber)‏ (7 أبريل 1922 في دريسدن، ألمانيا - 1 مارس 1945 بالقرب من Stetten am kalten Markt، ألمانيا) طيارًا إختباري ألمانيًقتل في أول رحلة صاروخية مأهولة للإقلاع الرأسي، بطائرةباكيم با 349 «ناتر».
قبل أن يصبح طيارًا تجريبيًا لـباكيم، قام بقيادة آرادو آر 232 في طلعات عالية المخاطر. قبل رحلته بفترة وجيزة، كان مخطوبًا لـ Gertrud Naudit، وهي مساعد في لوفتفافه كان شبير قد وصل رتبة ملازم ثان ولكن تم تخفيض رتبته إلى جندي. بعد وفاته تمت ترقيته إلى ملازم أول.

## أول رحلة صاروخية مأهولة للإقلاع الرأسي
كما فشل اختبار تجريبي من ذوي الخبرة في السيطرة على ناتر، والتي كان من المقرر تشغيلها من قبل العديد من الطيارين عديمي الخبرة كطائرة اعتراضية، ألغت SS المشروع. تم تفسير السبب رسميًا على أنه فشل في المظلة، والتي ربما لم يتم إغلاقها بشكل صحيح قبل الإطلاق.
دفنت رفات شيبر مع مرتبة الشرف العسكرية في 3 مارس 1945.
- Horst Lommel: Der erste bemannte Raketenstart der Welt, Motorbuch Verlag, 2. Auflage 1998, (ردمك 3-613-01862-4)
- Horst Lommel: Vom Höhenaufklärer bis zum Raumgleiter - Geheimprojekte der DFS 1935–1945, Motorbuch Verlag, 1. Auflage 2000, (ردمك 3-613-02072-6)

https://www.docdroid.net/pv8MqRD/lothar-sieber-spitfires-over-berlin-the-airwar-in-europe-1945.pdf